# Angelika Hauff
Angelika Hauff (auch Angelica Hauff; * 15. Dezember 1922 in Wien; † 3. Dezember 1983 in Wien; gebürtig Alice Paula Marie Suchanek) war eine österreichische Schauspielerin.
Sie ist die Urgoßtante der deutschen Schauspielerin Anne Mareen Rieckhof. 

## Leben
Von ihrem fünften Lebensjahr an trat sie als Balletttänzerin an der Wiener Staatsoper auf. Sie besuchte das Max-Reinhardt-Seminar und erhielt im Oktober 1942 ein Engagement am Salzburger Landestheater. Im selben Jahr hatte sie ihren ersten Filmauftritt und erhielt bereits bei ihrem zweiten Einsatz in dem Artistenfilm Zirkus Renz eine Hauptrolle. Sie stand 1944 in der Gottbegnadeten-Liste des Reichsministeriums für Volksaufklärung und Propaganda.
Von Oktober 1947 bis September 1948 war sie in Rio de Janeiro, um den Film Fremde Welt (Mundo extrano; späterer deutscher Verleihtitel Die Göttin vom Rio Beni) zu drehen.
In den Jahren danach wirkte sie in zahlreichen deutschen und österreichischen Produktionen mit. Dreimal, nämlich in der Opernverfilmung Figaros Hochzeit, in der Arztbiografie Dr. Semmelweis - Retter der Mütter und in der DDR/schwedischen Literaturadaption Das Fräulein von Scuderi arbeitete sie für die DEFA. Für einige Filme stand sie in Brasilien vor der Kamera.
Im Laufe der Jahre wurden ihre Filmrollen immer belangloser. Stattdessen erlangte ihre Bühnenarbeit größere Bedeutung. Nach zahlreichen Gastspielen war sie von 1955 bis zu ihrem Tod Mitglied des Wiener Burgtheaters. Für ihre dortige Tätigkeit wurde ihr wenige Wochen vor ihrem Tod der Berufstitel Kammerschauspielerin verliehen.

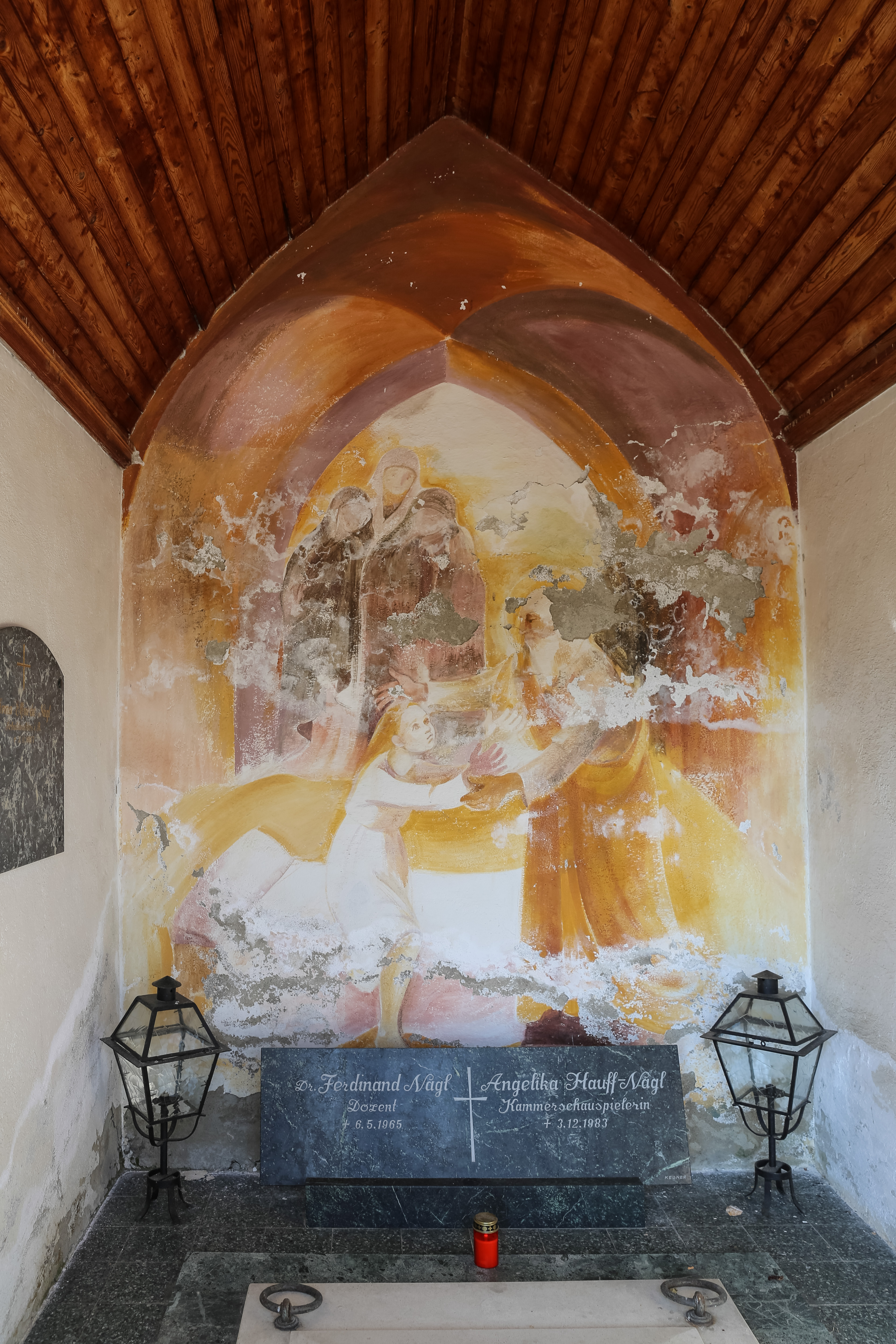
Gruftkapelle in Selpritsch

Ihre letzte Ruhestätte befindet sich auf dem Selpritscher Friedhof in Velden am Wörthersee.

## Filmografie
- 1943: Musik in Salzburg
- 1943: Zirkus Renz
- 1944: Melusine
- 1944/49: Freitag, der 13.
- 1945: Wir beide liebten Katharina (unvollendet)
- 1947: Die Göttin vom Rio Beni (Mundo extrano)
- 1948: Königin der Landstraße
- 1949: Das Geheimnis der roten Katze
- 1949: Tromba
- 1949: Figaros Hochzeit
- 1949: Dr. Semmelweis - Retter der Mütter
- 1950: Lockende Gefahr
- 1950: Das Mädchen aus der Südsee
- 1951: Der letzte Schuß
- 1951: Schwarze Augen
- 1952: Straße zur Heimat
- 1952: Die Försterchristel
- 1952: Ein ganz großes Kind
- 1953: Fräulein Casanova
- 1953: Kaiserwalzer
- 1953: Fatalidade
- 1953: Chamas no cafezal
- 1953: Martin Toccaferro
- 1954: Wiener Herzen (Der Komödiant von Wien)
- 1954: Die Stadt ist voller Geheimnisse
- 1954: Phantom des großen Zeltes
- 1955: Das Fräulein von Scuderi
- 1955: Das Schweigen im Walde
- 1955: Reich mir die Hand, mein Leben
- 1956: Bademeister Spargel
- 1956: Das Liebesleben des schönen Franz
- 1958: Der Schäfer vom Trutzberg
- 1960: Es geschah an der Grenze (Fernsehserie)
- 1960: Das weite Land (Fernsehfilm)
- 1962: Wetter veränderlich (Fernsehfilm)
- 1977: Oh lala – Die kleinen Blonden sind da (Arrête ton char… bidasse!)
- 1979: Egon Schiele – Exzesse